# بوربور (مقاطعة إسلام آباد غرب)
بوربور (بالفارسية: بوربور) هي قرية تقع في قسم شيان الريفي (مقاطعة إسلام آباد غرب) في إيران. يقدر عدد سكانها بـ 242 نسمة .